# Metridiochoerus
A Metridiochoerus az emlősök (Mammalia) osztályának párosujjú patások (Artiodactyla) rendjébe, ezen belül a disznófélék (Suidae) családjába és a Suinae/?Phacochoerinae alcsaládjába tartozó fosszilis nem.

## Előfordulásuk
A Metridiochoerus-fajok Afrika területén éltek, a késő pliocéntől kezdve egészen a pleisztocén kor első feléig.

## Megjelenésük
Nagytestű állatok voltak; az átlag hosszúk 150 centiméter volt, emiatt „óriás varacskosdisznóknak” becézik. Az állkapcsuknak mindkét oldalán két-két nagy, felfelé hajló agyar ült. A dudoros őrlőfogaik mindenevő életmódra utalnak.

## Rendszerezésük
A nembe az alábbi 6 faj tartozik:
- †Metridiochoerus andrewsi
- †Metridiochoerus compactus
- †Metridiochoerus hopwoodi
- †Metridiochoerus jacksoni
- †Metridiochoerus meadowsi
- †Metridiochoerus modestus

## Képek

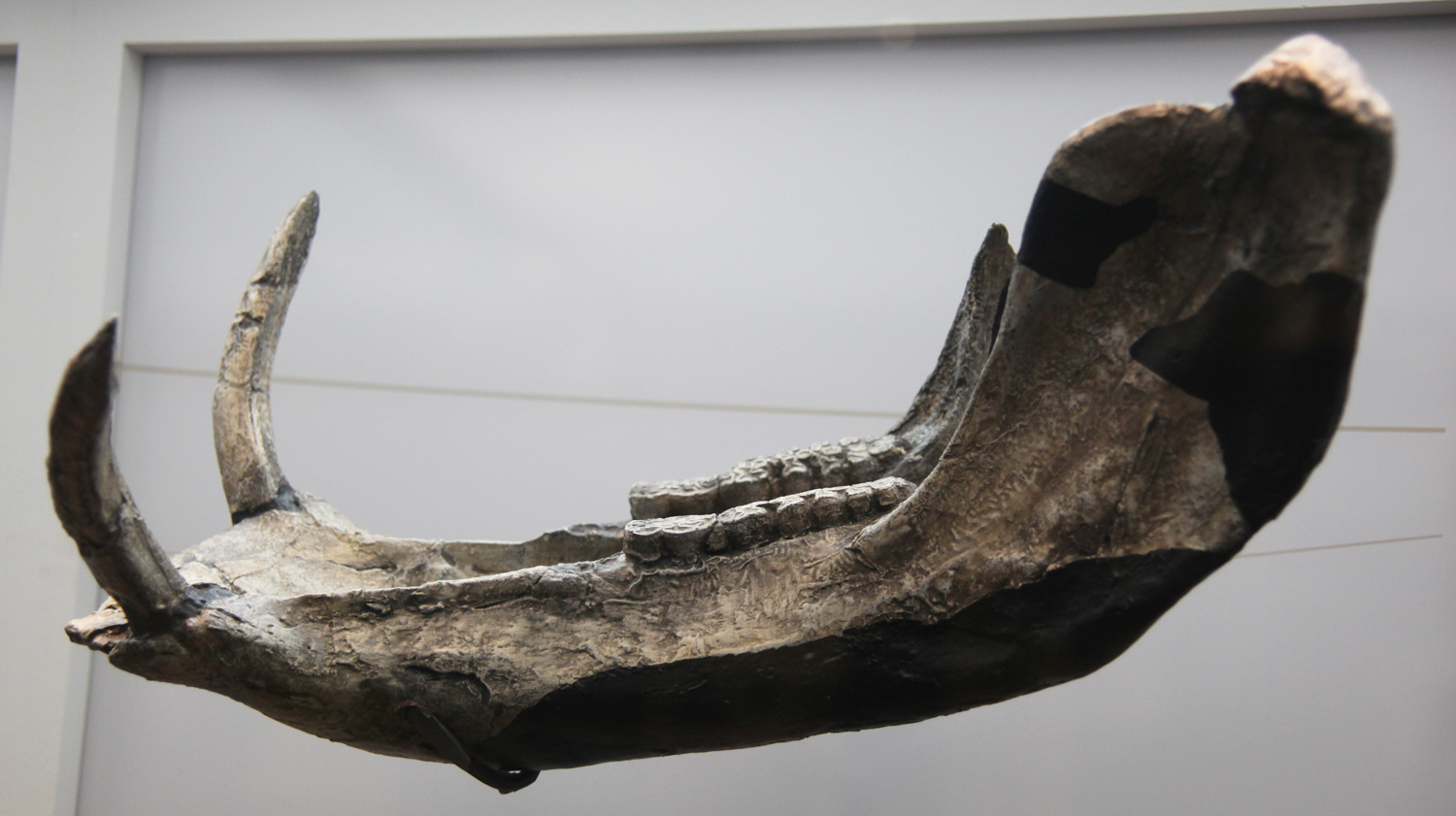
A Metridiochoerus hopwoodi állkapocscsontja
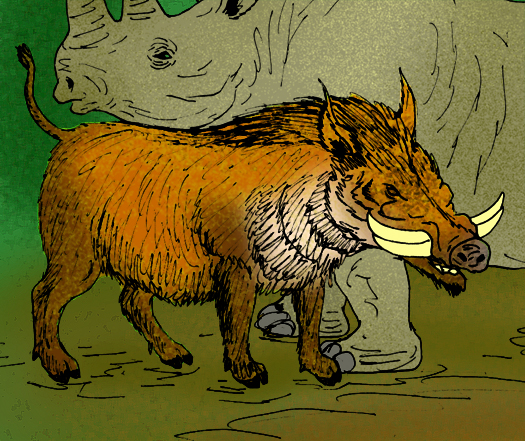
A Metridiochoerus andrewsi rekonstrukciója

### Fordítás
- Ez a szócikk részben vagy egészben  a   Metridiochoerus című angol Wikipédia-szócikk ezen változatának fordításán alapul.  Az eredeti cikk szerkesztőit annak laptörténete sorolja fel. Ez a jelzés csupán a megfogalmazás eredetét és a szerzői jogokat jelzi, nem szolgál a cikkben szereplő információk forrásmegjelöléseként.